# Monocentrus speciosus
Monocentrus speciosus är en insektsart som beskrevs av Boulard 1971. Monocentrus speciosus ingår i släktet Monocentrus och familjen hornstritar. Inga underarter finns listade i Catalogue of Life.